# Rajimzhan Qoshqarbaev
Rajimzhan Qoshqarbaev (en kazajo: Рақымжан Қошқарбаев, Raqymjan Qoşqarbaev; en ruso: Рахимжан Кошкарбаевич Кошкарбаев; Taitobe, Unión Soviética, 19 de octubre de 1924 - Alma Ata, Unión Soviética, 10 de agosto de 1988) fue el primer soldado en izar la bandera soviética en el Reichstag en Berlín, colocó la bandera junto a una escalera en la sala de ópera después de colarse en el edificio. 
Después del anochecer, Qoshqarbaev y varios de sus camaradas izaron la bandera en el techo. Sin embargo, debido a que habían izado la bandera de noche cuando estaba demasiado oscuro para tomar una foto, ninguno de ellos formó parte de la icónica foto de los soldados soviéticos izando la bandera roja el 2 de mayo. Después de izar la bandera el 30 de abril, fue derribada por francotiradores alemanes poco antes de que la Wehrmacht retomara el control del edificio. Sin embargo, poco después del amanecer del 2 de mayo, los soviéticos retomaron el control del edificio e izaron la bandera nuevamente, trayendo consigo al fotógrafo Yevgeni Jaldéi para capturar el momento histórico.

## Biografía

### Infancia y juventud
Rajimzhan Qoshqarbaev nació el 19 de octubre de 1924 en la pequeña localidad rural de Akmolinsk en la RASS de Kazajistán (más tarde la RSS de Kazajistán), hoy en día situado dentro de la actual ciudad de Nursultán. Su madre murió en 1928 y finalmente fue enviado a un orfanato, a la edad de 13 años, después de que su padre fuera declarado «enemigo del pueblo» durante la Gran Purga en 1937. Después de completar siete años de escuela secundaria, estuvo trabajando en una fábrica hasta que se le permitió unirse al Ejército Rojo.

### Segunda Guerra Mundial
Inmediatamente después de la invasión alemana de la Unión Soviética en 1941, Qoshqarbaev intentó unirse al Ejército Rojo, pero fue rechazado porque sólo tenía dieciséis años. Volvió a presentar su solicitud poco antes de cumplir los dieciocho años en agosto de 1942 y fue enviado a la ciudad de Kokshetau para recibir capacitación, la cual completó en 1943. Luego fue enviado a recibir capacitación de oficiales en la Escuela de Oficiales de Infantería de Tambov, de la que se graduó con honores, después, en octubre de 1944, fue enviado al frente como subteniente.

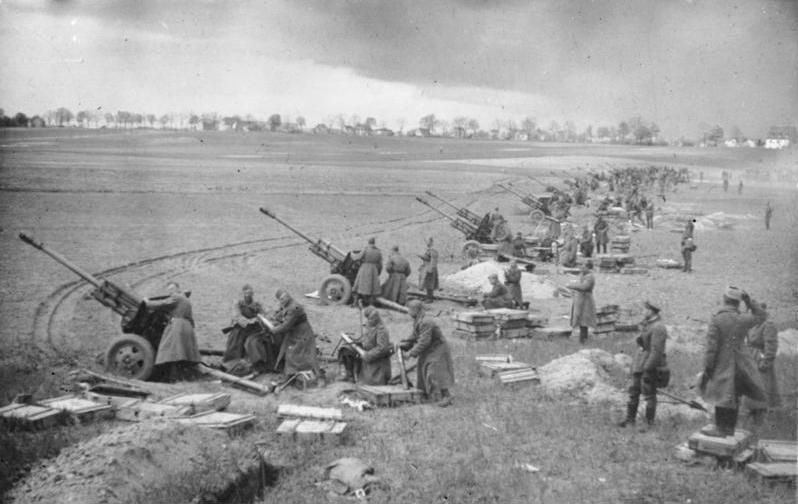
Artillería soviética disparando contra posiciones alemanas en la batalla de las colinas Seelow.

En 1945, durante la batalla de las Colinas de Seelow, se distinguió al liderar un pelotón en un asalto a las defensas enemigas, ubicadas en la orilla occidental del río Óder; el 17 de abril, un día después de atravesar la cabeza de puente, condujo a su unidad hacia el canal de un río para establecer una nueva cabeza de puente y continuó el avance a pesar de la fuerte resistencia de las fuerzas del Eje. Después de que las fuerzas soviéticas abrieran fuego contra las fuerzas enemigas que se acercaban, Qoshqarbaev entró en el agua, dirigió a su unidad en el peligroso cruce y procedió a asaltar una trinchera alemana después de llegar a la orilla occidental del canal. Durante los intensos combates de ese enfrentamiento, más de 40 soldados alemanes murieron después de que el pelotón se apoderara de tres ametralladoras en un combate cuerpo a cuerpo y abriera fuego contra los soldados alemanes que quedaban en la trinchera. Después de tomar el control de la trinchera, establecieron un puesto de tiro y mataron a tiros a los combatientes enemigos que quedaban en el área. Después del éxito de Qoshqarbaev en la batalla para cruzar el Óder, su pelotón se convirtió en la primera unidad en cruzar el río Spree, bajo un intenso fuego del enemigo. Desde el momento en que cruzó el Óder hasta que izó la bandera sobre el Reichstag en Berlín, su pelotón mató a más de 200 soldados alemanes y tomó como prisioneros a más de 184, capturó 27 ametralladoras de gran calibre y muchas otras armas que alguna vez estuvieron en las manos del enemigo. Cuando terminó la guerra, Qoshqarbaev era teniente y comandante de un pelotón de reconocimiento perteneciente al 674.º Regimiento de Fusileros en la 150.ª División de Fusileros.

### Alzando una bandera sobre el Reichstag

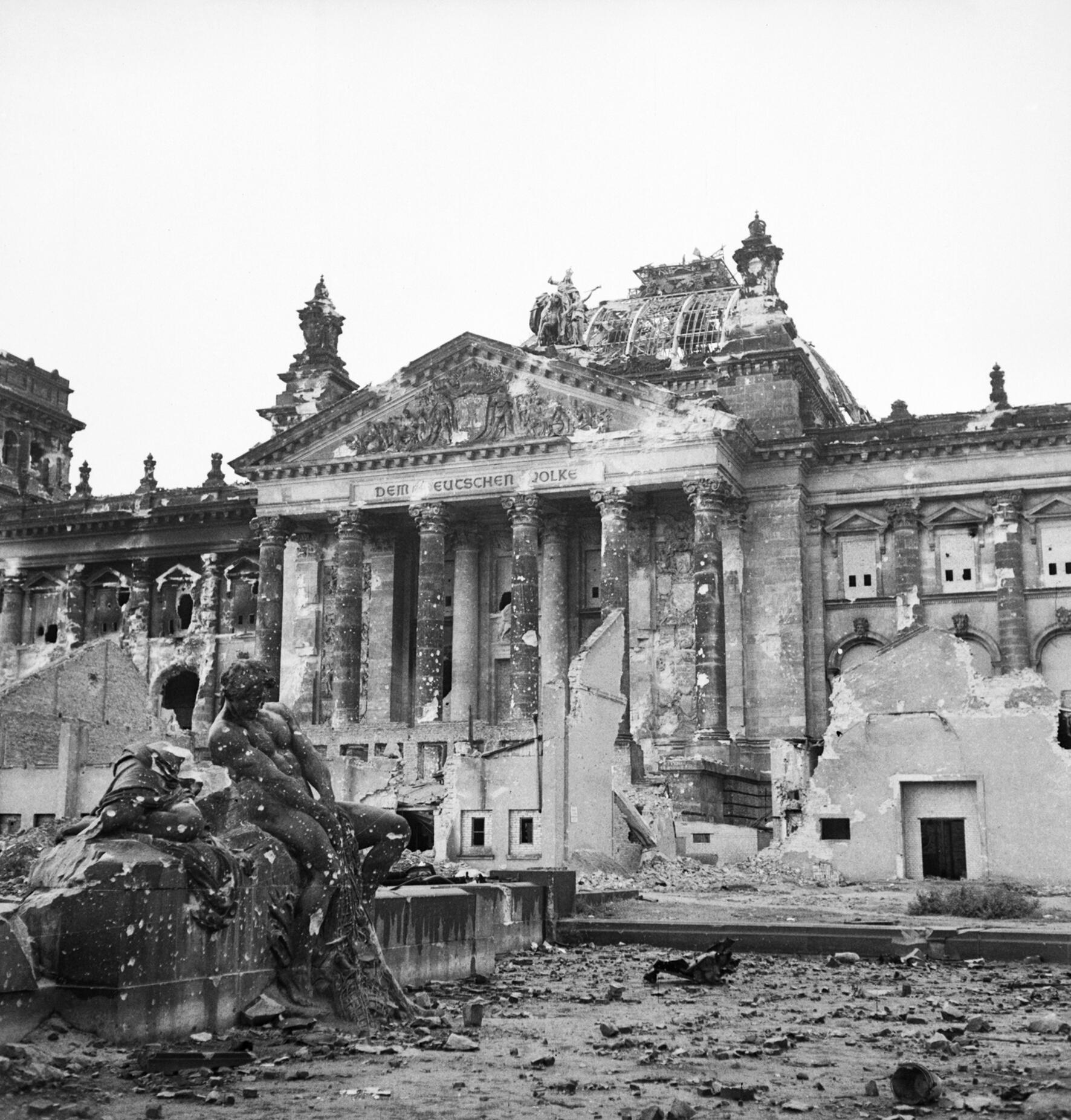
Ruinas del Reichstag después de la batalla.

Qoshqarbaev inicialmente colocó la bandera de la Unión Soviética sobre la escalera frente a la entrada principal del edificio el 30 de abril de 1945 a las 14:25h después de colarse en el edificio con otro soldado, Grigory Bulatov. La bandera fue entregada al grupo de soldados asignados a izar la bandera sobre el edificio por un comandante de regimiento; la reunión donde se les entregó la bandera se llevó a cabo en la llamada casa de Himmler (Ministerio del Interior). Después de que colocara la bandera en la entrada junto a la escalera bajo la vigilancia de Iván Klochkov, la colocaron en lo alto del edificio; Luego, los soldados saltaron por una ventana y corrieron por el techo, pero después de recibir un intenso fuego, se tumbaron en el techo durante varias horas y esperaron a que cesara el fuego de artillería. Mientras esperaban la oportunidad de izar la bandera, Qoshqarbaev y Bulatov escribieron sus nombres y números de regimiento en la bandera. Después del anochecer, el fuego de artillería finalmente cesó y, al amparo de la oscuridad, Mijaíl Minin junto con Alekséi Bobrov, Bulatov y Qoshqarbaev izaron la bandera sobre el Reichstag. Sin embargo, la bandera fue derribada más tarde por francotiradores alemanes. Todos los participantes en el evento fueron nominados para el título de Héroe de la Unión Soviética, pero en cambio recibieron la Orden de la Bandera Roja; ninguno de ellos estuvo presente durante la recreación del evento en la famoso foto Alzando una bandera sobre el Reichstag tomada el 2 de mayo por Yevgeni Jaldéi.

### Posguerra
Después de la guerra trabajó para el Ministerio de Servicios Públicos hasta que fue nombrado director del Hotel Alma Ata, cargo que ocupó durante casi 20 años. A diferencia de otro héroe kazajo de la guerra, Baurzhan Momyshuly, Qoshqarbaev nunca recibió el título de Héroe de la Unión Soviética, a pesar de varias peticiones al presidente de la Unión Soviética Leonid Brézhnev de veteranos de guerra de alto perfil y otros kazajos que sí habían recibido el título pidiendo que Qoshqarbaev fuera declarado Héroe de la Unión Soviética. Muchos sospecharon que la razón por la que no recibió el título fue el hecho de que su padre había sido declarado enemigo del pueblo, lo que luego se demostró con la publicación de los Archivos del Presidente de la República de Kazajistán en 1994.
Falleció el 10 de agosto de 1988. Ua década después de su muerte, fue declarado póstumamente Héroe de Kazajistán, el 7 de mayo de 1999, por decreto del presidente de Kazajistán, Nursultán Nazarbáyev.

## Condecoraciones
- Héroe de Kazajistán
- Orden de Otan
- Orden de la Bandera Roja
- Orden de la Guerra Patria de 1.er grado, dos veces
- Medalla Conmemorativa por el Centenario del Natalicio de Lenin
- Medalla por la Victoria sobre Alemania en la Gran Guerra Patria 1941-1945
- Medalla Conmemorativa del 20.º Aniversario de la Victoria en la Gran Guerra Patria de 1941-1945
- Medalla Conmemorativa del 30.º Aniversario de la Victoria en la Gran Guerra Patria de 1941-1945
- Medalla Conmemorativa del 40.º Aniversario de la Victoria en la Gran Guerra Patria de 1941-1945
- Medalla por la Conquista de Berlín
- Medalla por la Liberación de Varsovia
- Medalla al Trabajador Veterano
- Medalla del 50.º Aniversario de las Fuerzas Armadas de la URSS
- Medalla del 60.º Aniversario de las Fuerzas Armadas de la URSS
- Medalla del 70.º Aniversario de las Fuerzas Armadas de la URSS